# Sonotrella quadrivittata
Sonotrella quadrivittata är en insektsart som beskrevs av Liu, Haoyu, F-m. Shi och X. Ou 2006. Sonotrella quadrivittata ingår i släktet Sonotrella och familjen syrsor. Inga underarter finns listade i Catalogue of Life.